# Герб Рожнятівського району
Герб Рожнятівський району — офіційний символ Рожнятівського району, затверджений 8 лютого 2007 р. рішенням сесії районної ради.

## Опис
На лазуровому щиті зелена триглава гора з срібними вершинами, обтяжена срібною піччю. Щит увінчаний срібною короною і обрамований золотим картушем з хрестом над напівкруглим церковним куполом. На гербі зображено також Ангелівську домну. 